# Tsurugi nō Ōkoku
Tsurugi nō Ōkoku (剣の王国?), fue una serie de manga japonesa escrita e ilustrada por yoruhashi que fue serializada inicialmente en Comico (NHN Japan) desde el 31 de enero de 2014 hasta el 1 de febrero de 2019, cuando se detuvo la serialización. Luego el manga fue relanzado en MAGCOMI, el servicio web gratuito de manga de Mag Garden y continuó hasta su último capítulo, lanzado en 2021. Una continuación del manga llamado Hametsu no Ōkoku del mismo autor, comenzó a serializarse en la revista Monthly Comic Garden de Mag Garden en abril de 2019.

## Argumento
En el Reino de Caliburn existen tres brujas poderosas. Eran adoradas por el público, hasta que la Tercera Bruja fue tildada de traidora por la Primera Bruja. Muchos años después, el aprendiz de la Tercera Bruja, Alfredo, conoce a una chica que quiere salvar a su padre del exilio. Son las aventuras de dos personas muy diferentes con un objetivo común.

## Personajes
Alfredo (アルフレド?)
Era un muchacho que fue discípulo de la tercera bruja Zirconia hasta que fue asesinada frente a él por órdenes de la Reina Dorossel, por lo que quiere vengarse de ella. Fue acogido por los dragones debido a un trato que hizo antes, y pasó siete años como su esclavo, capturando intrusos en la isla aislada donde vivían los dragones. Era conocido como un discípulo genio e inteligente, y aunque fue maltratado como esclavo, hizo preparativos durante muchos años para obtener la libertad. Luego hace un trato con Dorothea, una chica que desembarcó en la isla, y logra escapar de la isla. Dado que ha capturado a intrusos como esclavos, tiene un cierto nivel de capacidad de lucha y manipula hábilmente el hechizo " Gleipnir " que obtuvo comerciando con los enanos. Utiliza a Dorothea para escapar de la isla e ir a la capital Esmeralda para asesinar a la Reina. Antes de que mataran a Zirconia, se le confió la flauta de la tribu domadora de dragones. Se llama a sí mismo un domador de dragones de los rojos, pero en realidad no es un domador de dragones. Originalmente, tenía cabello negro y ojos azules, pero para estar con Zirconia, quien estaba siendo perseguida por el reino, usó una fórmula de materialización para teñir sus ojos y cabello de rojo brillante, y comenzó a llamarse miembro del domador de dragones de la tribu Pendragon, que también estaban siendo perseguidos por el reino. Con el paso del tiempo en que viajan juntos, Alfredo comienza a desarrollar sentimientos hacia Dorothea. Al llegar a la capital, Alfredo se entera de que la Reina Dorossel es la madre biológica de Dorothea, lo que hace que esta pase por un colapso mental antes de que Alfredo la consolara. Cuando Dorothea fue derrotada, Alfredo se dejó matar creyendo que Dorothea traería bondad al mundo como la cuarta bruja.
Dorothea Grethe (ドロテーア・グレーテ?)
La heroína de la historia. Una chica mitad bruja y mitad enana con largo cabello castaño y ojos morados que vino de la remota tierra de Arkansas. Su padre Grampius, fue capturado como jefe de una tribu de plateros bajo las órdenes de la Reina; estando su padre, Grampius, relacionado con los Cinco Clanes; los vasallos del antiguo rey. Para suplicar una reducción de la sentencia de su padre, que está a punto de ser ejecutado, Dorothea toma uno de los zapatos de los Zapatos de Plata y se dirige a su capital real, Esmeralda, para salvar a su padre. Durante su primer encuentro, Alfredo capturó a Dorothea después de luchar contra un grupo de bandidos. Hasta entonces Dorothea escapó del cautiverio en el que conoció a Alfredo justo después de escapar, en el que pelearon. Dorothea estaba atada por el Gleipnir de Alfredo, y luego Dorothea comienza a rogarle a Alfredo que la libere mientras ella intenta salvar a su padre, lo que despertó el interés de Alfredo. Mientras Alfredo intenta convencer a Dorothea de que es inútil y que su padre sería ejecutado de todos modos, Dorothea no está convencida. Esto llevó a que Alfredo le ofreciera a Dorothea un trato en el que ella viajaría con él en su camino a Esmeralda, la misma ciudad a la que Dorothea intenta ir. Después, emprenderían un viaje muy largo que resultó en que Dorothea se acercara cada vez más a Alfredo. El carácter alegre de Dorothea contrasta con el carácter tranquilo y sereno de Alfredo. Más tarde, al enfrentarse a Dorossel, Dorothea se enteró de que Dorossel en realidad es su madre, lo que la hizo romper a llorar sabiendo ahora que su madre es el resultado de que Zirconia, el mentor de Alfredo, muriera y su amado padre, Grampius, casi fuera ejecutado. Sin embargo, Alfredo, sabiendo que la hija de su enemigo es la chica con la que viajó, continúa consolando a Dorothea y abraza fuertemente a Dorothea mientras Dorothea llora. Después de que Alfredo se sacrificara para que Dorothea se convierta en la cuarta bruja, ella quedó devastada y mientras abraza el cadáver decapitado de Alfredo, ella jura que lo traerá de regreso pase lo que pase, por lo que viajó por el universo hasta que llegó al Imperio Redia, comenzando con una caza de brujas y dando inicio a los acontecimientos de Hametsu no Ōkoku.
Dorossel (ドロッセル?)
Principalmente conocida como La Primera Bruja (1番目の魔女, Ichibanme no Majo?) es la principal antagonista. Es una de las tres supervivientes de una tribu de brujas que escapó de un país vecino donde se estaba llevando a cabo una caza de brujas. Vive desde hace más de 200 años. Debido a su belleza, se convirtió en la esposa del rey anterior, pero ella lo desterró, se convirtió en reina y ahora está cometiendo actos de violencia. Ella ordenó el asesinato de Zirconia, motivo por el cual Alfredo busca vengarse de ella. Ella revela ser la madre de Dorothea, afirmando que dar a luz a una niña no deseada fue solo para resucitar a alguien que amaba. Después de la muerte de Alfredo, Dorothea sigue el mismo camino que Dorossel para revivir a Alfredo, continuando efectivamente el ciclo de venganza.
Zirconia Morgan (ジルコニア・モルガン?)
Fue una maestra y madre adoptiva de Alfredo. A igual que Dorossel, Zirconia sobrevivió a una caza de brujas hace 200 años. Vivía a la sombra de sus dos excelentes hermanas mayores y era ridiculizada por ser un fracaso. Ella inició una rebelión con las cinco tribus de la Mesa Redonda para detener el ataque de la primera bruja, pero fracasó y ella se escondió y viajó. Alfredo la describió como "la bruja más cálida del mundo". Se lleva bien con Izanada, el líder tribal domador de dragones, y se le confió la flauta de colmillo de dragón, que es el hechizo del domador de dragones a través del líder tribal platero Grampius. Inmediatamente después de hacerle una promesa a Alfredo y tocar la flauta, es decapitada por The Joker of White Rabbit por órdenes de la reina y pierde la vida.
Segunda Bruja
Una bruja que se dice que es la más inteligente del mundo y la segunda superviviente de la caza de brujas ocurrido hace 200 años. Desarrolló un medicamento que era eficaz contra todo tipo de enfermedades y obtuvo un apoyo abrumador de la gente de clase baja. Tenía la capacidad de predecir y predijo la muerte de Zirconia.